# ابراهیم کوکبانی
ابراهیم بن عبدالقادر حسنی کوکبانی (۱۷۵۶–۱۸۰۸) فقیه زیدی، شاعر و نویسنده یمنی در نیمهٔ دوم سدهٔ هجدهم میلادی بود. خاستگاهش کوکبان، یمن بود اما خود زاده و درگذشتهٔ صنعاست. کشف المحجوب عن صحة الحج بمال مغصوب، إنباه الأنباه فی حکم الطلاق المعلق بان شاء الله، التنبیه علی ما وجب من اخراج الیهود من جزیرة العرب از آثار اوست.